# Gumpendorf
Gumpendorf est un quartier de la ville de Vienne situé dans le sixième arrondissement de Vienne, Mariahilf.

## Histoire
Gumpendorf est un village établi sur la rivière Vienne qui a été acheté en 1798 par la municipalité de Vienne.
En 1850, il a été intégré, avec quatre autres quartiers de banlieue (Laimgrube, Magdalenengrund, Mariahilf et Windmühle), à Mariahilf afin de former le sixième arrondissement de Vienne.